# San Luis Temalacayuca
San Luis Temalacayuca es una junta auxiliar en el estado mexicano de Puebla, perteneciente al municipio de Tepanco de López.

## Localización
Se localiza en el costado noroeste del valle de Tehuacán, colinda con la localidad de Pazoltepec al noroeste, que es parte del municipio de Tlacotepec de Benito Juárez y al sureste con Tepanco de López, que funge de cabecera municipal.

## Toponimia
El término Temalacayuca proviene del náhuatl Tetl- piedra, y Malacatl (uso instrumento de madera o de barro para hilar) Yutl que expresa cantidad y Can es el sufijo de lugar lo cual daría como resultado Temalacayocan (Lugar lleno de malacates o ruedas de piedra) y en ngiwa (Popoloca) “Taann Cuchi”.
Refiriéndose al significado, los malacatl o temalacatl son unas redondas piedras de estructura cuarzosa arenisca, que utilizaban los indígenas, para dos usos; el primero era para hilar o torcer algodón, con el cual tejían algunas telas que utilizaban para su indumentaria y el segundo, eran  en un combate gladiatorio ceremonial. De las cuales se cuenta, había un considerable número en el lugar.

## Lugares emblemáticos

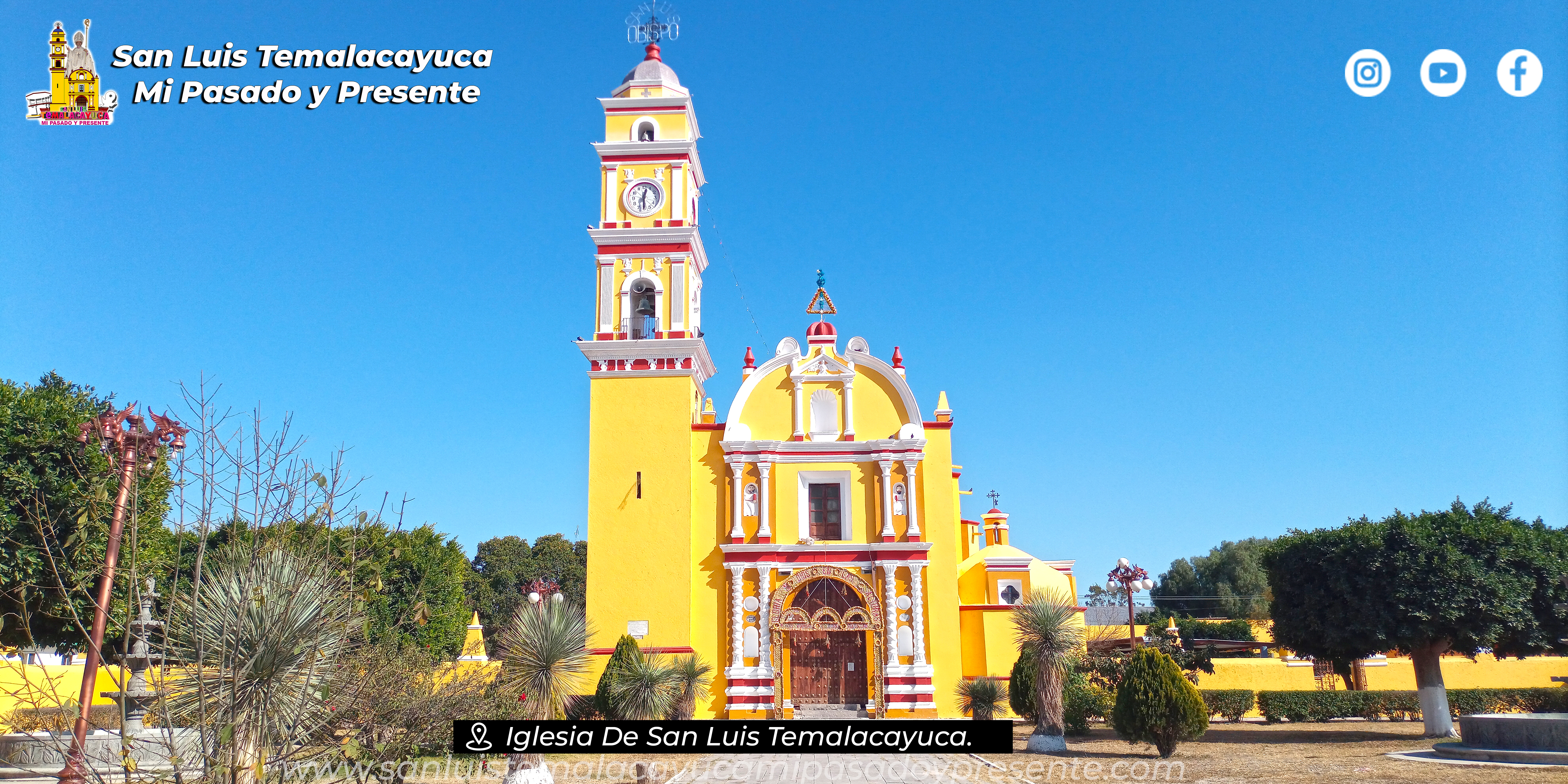
Iglesia San Luis Temalacayuca Puebla.

### Iglesia de San Luis Obispo
Construida alrededor el año 1604 es una de las más antiguas de la región, dedicada a San Luis Obispo de Tolosa, de estilo franciscano y en el interior decorada con grandes pinturas que representan pasajes bíblicos. En el altar mayor predomina la esencia barroca.
En el año de 1999 después del terremoto en junio del mismo año esta sufrió bastantes daños en el campanario y la cúpula, que serían restaurados años después en el marco del 400 aniversario.
En uno de los jardines se encuentra sobre una fuente un "Malacatl" símbolo en el pasado de la comunidad y recuperado de la construcción de la presidencia auxiliar.

## Feria patronal
El 19 de agosto celebración de patrón del pueblo San Luis Obispo de Tolosa, en todo el mes de agosto hay misa en honor al santo patrón. El tercer domingo de este mes hay carrera de moto cross, una competencia que se fundó durante los años 80s y es la atracción principal de la fiesta; este evento es muy conocido en la región, se estima que llegan cerca de cinco mil personas.

## Actividades económicas
En pequeña escala se cultivan el fríjol y el trigo, este último con fines comerciales. El guaje es abundante y sus semillas crudas o cocidas sirven como alimento complementario, al igual que la tuna y diversos vegetales. La cría de animales se reduce a algunas cabras, unos cuantos cerdos, guajolotes y gallinas, que eventualmente llegan a venderse.
Un ingreso económico importante lo constituye el tejido de palma, principalmente en la zona de Tepexi. Con este material las mujeres fabrican petates que truecan por maíz u otros artículos, o bien que venden a los acaparadores locales a un precio inferior al comercial. Es común que los hombres se contraten como peones en sus propias localidades, o busquen trabajo temporal en las plantaciones cercanas o en la misma Ciudad de México. Y en estos años emigran a lugares muy distantes en busca del llamado Sueño Americano o se alejan definitivamente de sus comunidades.
El sistema predominante de tenencia de la tierra es la propiedad privada, aunque también existe la comunal y la ejidal. La actividad económica fundamental es la agricultura. El maíz es el principal cultivo, sin embargo debido a lo reducido de la parcela y a la mala calidad de los suelos, la producción es insuficiente, lo que obliga a la población indígena a comprarlo a los comerciantes de los pueblos vecinos.

## Gastronomía
Tradicionalmente depende de la estación del año.

### Época de lluvia
Salsa de guaje, quelites blancos, frijoles quebrados con hoja de aguacate (en Popoloca Ima Shicaucheni), corazón de nopal, o maíz verde.

### Época de invierno o inicios de la primavera
Fríjol cobija viejo o fríjol blando, fríjol de comal (ima chita), o salsa de ajo (ndanaa cunindaa).

## Costumbres

### Traje típico
Las mujeres visten nagua de manta con tres alforzadas debajo de la rodilla, toda recogida blusa bordada a mano con flores de varios colores, pies de descalzos, con sus dos trenzas y listones rojos para las jovencitas, y las señoras con listón café y el rebozo negro, con ceñidor rojo en la cintura.
Los hombres visten calzón de manta, huaraches de correa, ceñidor rojo camisa blanco con paliacate en el cuello y sombrero.

### Danzas
La danza de los Santiaguitos para los hombres visten calzón de manta y encima un calzón rojo en la parte de abajo lleva listones de colores con ceñidor rojo, camisa blanco con paliacate en el cuello y en la cabeza con el sombrero se baila a ritmo de la tambora y flauta.
La danza de la Malinche para las mujeres, visten una túnica de manta de una sola pieza con serpentina en las mangas y la parte de debajo de la falda acompañados de los instrumentos violín y guitarra.

### Etnias
Desde la época prehispánica el pueblo Popoloca ha habitado las tierras de Temalacayuca, el dialecto Ngiwa se volvió parte de la cultura de la comunidad, durante el virreinato y la Independencia, los nativos podían aprender en su dialecto y usarlo con total libertad, aunque fue después de este hecho que la población como la de todo el país se vio obligada a aprender español, junto con el poco apoyo del gobierno mexicano a los indígenas el Popoloca se ha vuelto un dialecto casi extinto.
Cabe aclarar que a medida que la globalización y la modernidad han llegado nuevas modas y costumbres a la comunidad, por lo cual desafortunadamente muchas personas ven con malos ojos la práctica de las costumbres o simplemente no le encuentran interés. Lo cual ha causado su gradual perdida al pasar de los años.